# Ranitomeya dorisswansonae
Ranitomeya dorisswansonae är en groddjursart som först beskrevs av Rueda-Almonacid, Rada, Sánchez-Pacheco, Velásquez-Álvarez och Quevedo-Gil 2006.  Ranitomeya dorisswansonae ingår i släktet Ranitomeya och familjen pilgiftsgrodor. IUCN kategoriserar arten globalt som akut hotad. Inga underarter finns listade i Catalogue of Life.